# مقاطعة بروستيوف
مقاطعة بروستيوف (بالتشيكية: Okres Prostějov)‏ هي مقاطعة (أوكريس) في إقليم أولوموتس في جمهورية التشيك.
عاصمة هذه المقاطعة هي مدينة بروستيوف.

## اقرأ أيضاً
- مقاطعات جمهورية التشيك